# 潮見村 (岐阜県)
潮見村（しおみむら）は、かつて岐阜県加茂郡にあった村である。
現在の八百津町潮見、及び恵那市飯地町の一部に該当する。

## 歴史
- 1870年（明治3年）4月 - 飯地村から潮見村が分立する。
- 1889年（明治22年）7月1日 - 町村制により、改めて潮見村が発足。
- 1897年（明治30年）4月1日 - 南戸村と合併し潮南村が発足。同日潮見村は廃止。
- 1950年（昭和25年）6月1日 - 潮南村大字潮見字入野との境界を変更。旧・潮見村の一部が飯地町字入野となる。
- 1954年（昭和29年）4月1日 - 飯地村が恵那市となる。
- 1956年（昭和31年）9月30日 - 潮南村が、福地村、久田見村と共に加茂郡八百津町に編入となる。

## 教育
- 潮見尋常小学校（現・八百津町立潮見小学校）